# Vignettes (Rick Wakeman)
Vignettes is een muziekalbum van Rick Wakeman.
Het album sluit aan bij de romantische stroming van Romance of the Victorian Age en Tapestries. De muziek is romantische popmuziek. Het album werd opgenomen in de maanden juni, juli en augustus van 1996 in Bajonor Studio op Man.

## Musici
- Chrissie Hammond - zang
- Rick Wakeman – toetsinstrumenten
- Adam Wakeman - toetsinstrumenten, gitaar
- Fraser Thorneycroft-Smith – gitaar
- Phil Laughin – basgitaar
- Stuart Sawney – gitaar, elektronische drums
- koor en strijkorkest

## Tracklist
| Nr. | Titel                         | Duur |
| --- | ----------------------------- | ---- |
| 1.  | Waiting alone (Rick)          | 4:18 |
| 2.  | Wish I was you (Adam)         | 4:05 |
| 3.  | Sun comes crying (Adam)       | 4:42 |
| 4.  | A breath of heaven (Rick)     | 4:55 |
| 5.  | Moment in time (Adam)         | 3:42 |
| 6.  | The artist’s dream (Rick)     | 3:31 |
| 7.  | Change of face (Adam)         | 3:04 |
| 8.  | Madman blues (Adam)           | 3:50 |
| 9.  | A painting of our love (Rick) | 5:54 |
| 10. | Riverside (Adam)              | 4:20 |
| 11. | Need you (Adam)               | 4:58 |
| 12. | Simply acoustic (Rick)        | 3:29 |
| 13. | Just another tear (Rick)      | 5:12 |